# Хам (шимпанзе)
Вижте пояснителната страница за други значения на Хам.
Хам е известно шимпанзе, използвано от НАСА за опитно излитане в Космоса.
Роден е във Френски Камерун през 1957 г. Доставен е във ферма в Майми, щата Флорида, САЩ. През декември 1960 г. е трениран да изпълнява прости задачи – да реагира на светлина и звук.
На 31 януари 1961 г. Хам е поставен в космическия кораб „Мъркюри-Редстоун 2“ (Mercury-Redstone 2) и е изстрелян в космоса от космодрума на Кейп Канаверъл. Това е суборбитален полет. Корабът достига височина 157 мили (253 км). Полетът продължава 16 минути и 39 секунди. Далечина на полета – 422 мили (679 км). По време на полета в кабината на кораба пада налягането на въздуха, но Хам не пострадва от това, тъй като е облечен в скафандър.
По време на полета Хам, в отговор на светване на син цвят, трябвало не по-късно от пет секунди да дръпне ръчка, ако не го направел, той щял да получи удар от електрически ток в единия крак. Хам изпълнява своята задача. Реакцията на Хам в космоса била само една секунда по-бавна, отколкото на Земята. Хам потвърждава, че в космоса той може да изпълни своите задачи така, както и на Земята.
Корабът „Мъркюри“ с Хам на борда се приводнява в Атлантическия океан и бил качен на спасителния кораб.
Полетът на Хам е предпоследната репетиция преди първия орбитален полет на американски астронавт в космоса. Последно от шимпанзетата е летял Енос.

## Следващи години
След космическия полет Хам живее 17 години в Смитсъновския зоопарк в столицата Вашингтон, а след това в зоопарка на Северна Каролина. Хам периодично се появява в телевизията и се снима във филм. Умира на възраст 26 години на 19 януари 1983 г.

## Дубльор
Дубльор на Хам е шимпанзето Мини, единствената женска, която тренирали за космически полет. След завършването на програмата „Меркурий“, Мини участва в изследвания във военновъздушните сили.
През живота си Мини ражда 9 малки. Живяла е най-дълго от всички шимпанзета, участвали в космическата програма. Тя умира на възраст 41 години на 14 март 1998 г. Мини е погребана до Хам на територията на Международната космическа зала на славата (International Space Hall of Fame) в Ню Мексико.